# Burg Spliatsch
Die Burg Spliatsch ⓘ ist die Ruine einer hochmittelalterlichen Höhenburg bei Sur auf dem Gemeindegebiet von Surses im schweizerischen Kanton Graubünden. Die Ruine des Turms steht bei 1589 m ü. M. auf einem kleinen Hügel unweit der Julier-Passstrasse zwischen Marmorera und Mulegns. Das Innere des Turmes ist begehbar durch eine kleine Lücke.

## Anlage

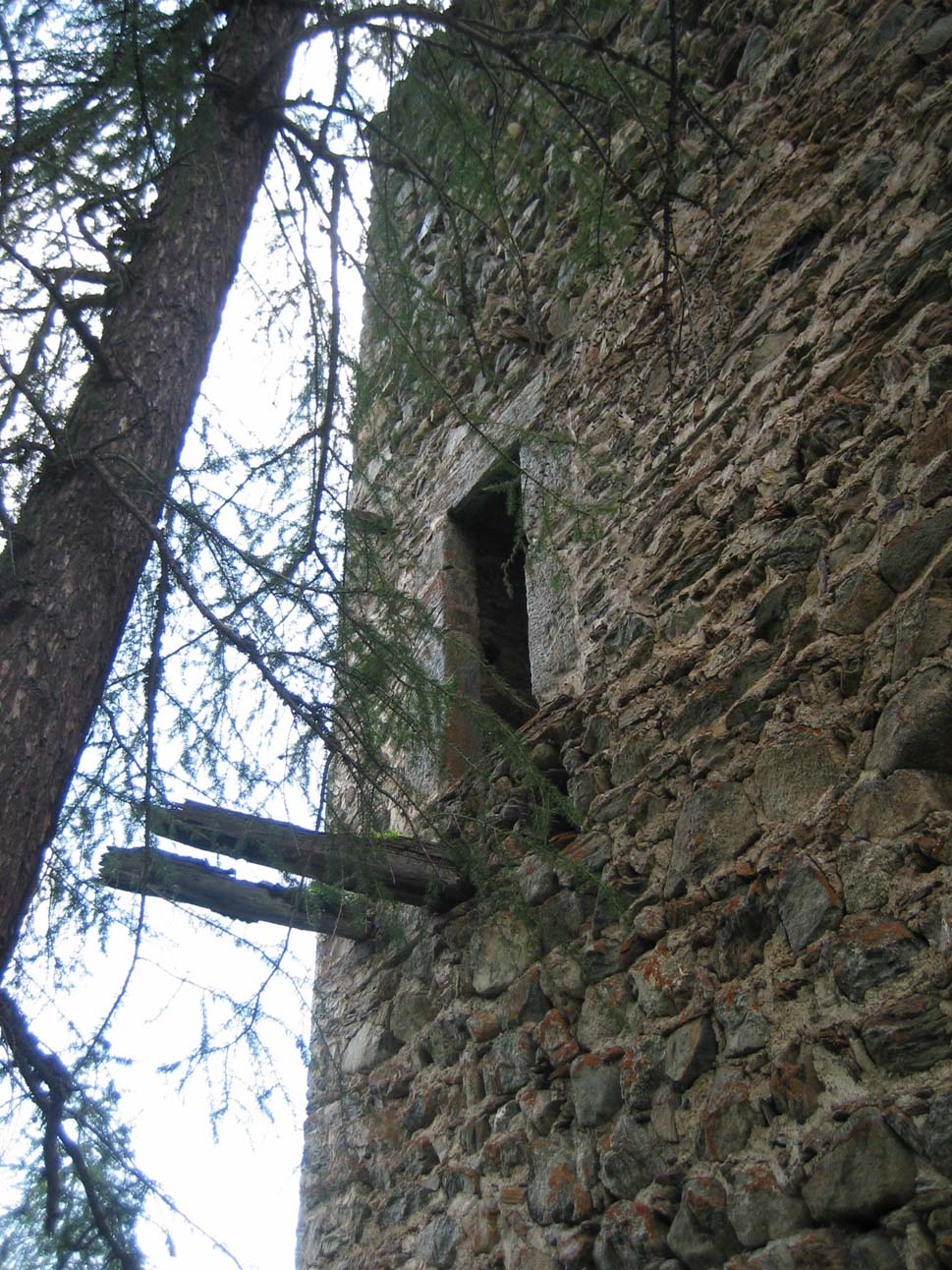
Hocheingang des Turms

Erhalten geblieben ist ein gut erhaltener Bergfried mit drei Geschossen und einem quadratischen Grundriss von 8 mal 8 Meter. Die Mauerstärke beträgt etwa 1,4 Meter. Der gut erhaltene obere Mauerabschluss könnte auf ein verschwundenes viertes Geschoss aus Holz hindeuten. Das Mauerwerk besteht aus Steinen ungleicher Grösse, die einigermassen lagerhaft geschichtet sind. Im unteren Teil finden sich Spuren eines Rasa-Pietra-Aussenverputzes. Im dritten Geschoss lag ein Fenster mit zwei Sitzplätzen sowie ein Aborterker und ein Rauchabzug für den Ofen.
Der Hocheingang lag im zweiten Geschoss auf der Westseite. Die Steine der Laibung sind gut erhalten. Balkenreste zeigen die Lage der Treppe und der Balustrade vor dem Eingang. Oberhalb der Tür finden sich Reste eines schrägen Vordaches.
Auf der Innenseite finden sich in zwei bewohnten Obergeschossen Reste eines Glattverputzes. Balkenreste zeigen die Lage der Geschosse an. Im Erdgeschoss sind Reste eines Kamins mit schrägem Rauchabzug erhalten.
Südöstlich des Turmes lag auf einer Terrasse ein aus Trockenmauern und Holz errichteter Versorgungshof; ein rechteckiger Grundriss eines kleinen Hauses ist immer noch gut erkennbar. Der Hof wurde von einer Ringmauer umschlossen, die im Süden noch ansatzweise zu erkennen ist.

## Geschichte

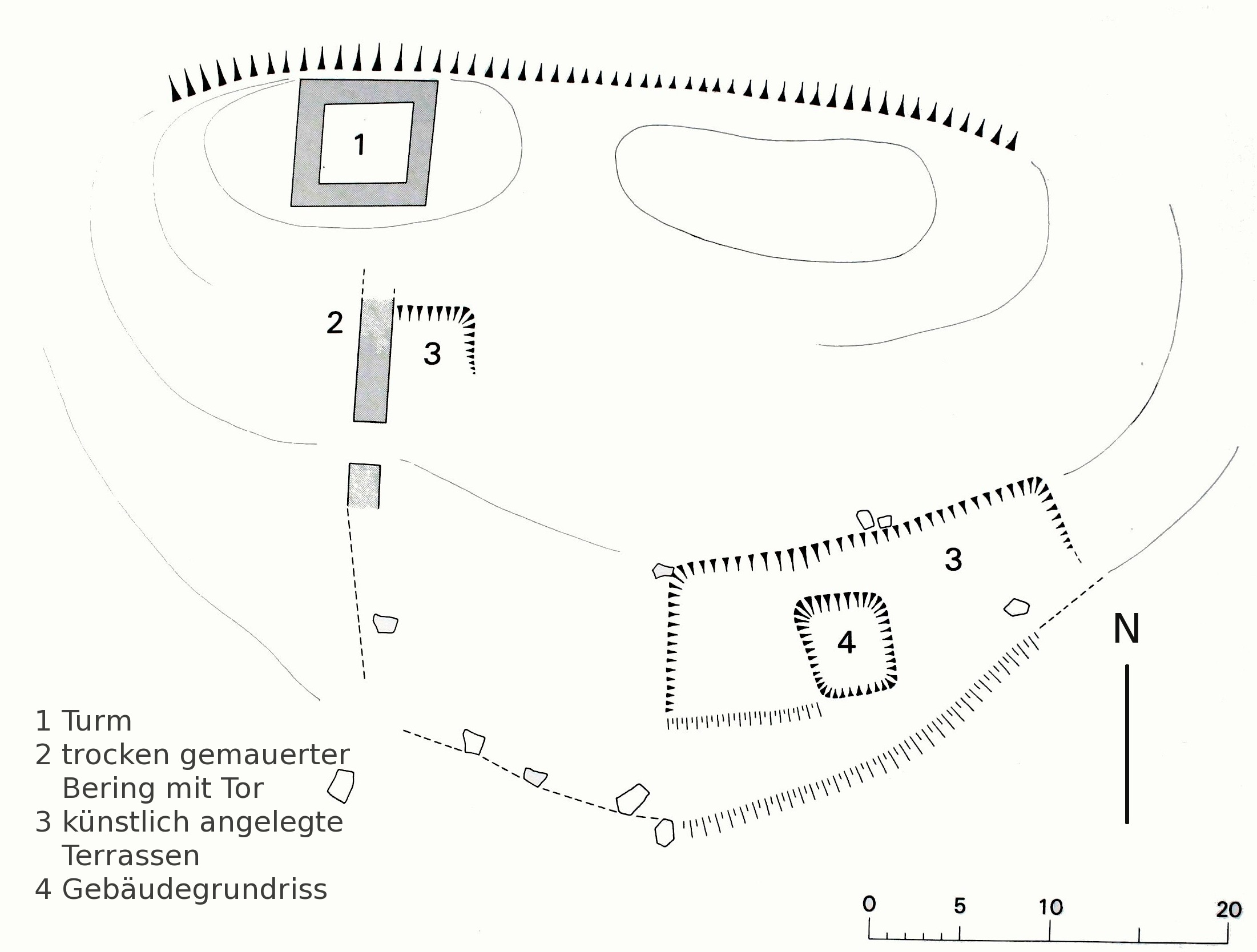
Grundriss

Schriftliche Unterlagen über die Entstehung der Anlage fehlen, auch gab es nie ein Geschlecht von Spliatsch. Vermutlich wurde der Turm zu Beginn des 13. Jahrhunderts von den Herren von Marmels errichtet.
1486 war der Turm im Besitz der Brüder Anton und Augustin von Beccaria, die ihn von ihrer Mutter, Anna von Marmels, geerbt hatten. Ende des 15. Jahrhunderts wurde der Hof zu Erblehen verliehen, wobei die Beliehenen auf einen guten Unterhalt zu achten hatten. Sie mussten die Güter in gutem Zustand halten und besunders den thurm tecken nach notturfft.
Ob die Anlage damals noch bewohnt war, ist ohne archäologische Untersuchungen nicht zu klären.